# Mariuti Uan
Mariuti Uan (ur. 22 stycznia 1986 w Butaritari) – lekkoatleta; sprinter reprezentujący barwy Kiribati, uczestnik MŚ w Lekkoatletyce Helsinki 2005.
Jego rekord życiowy w biegu na 100 m wynosi 11,65 s, uzyskał go w 2006 roku na zawodach w Melbourne.